# Lebegő mágnesvasút

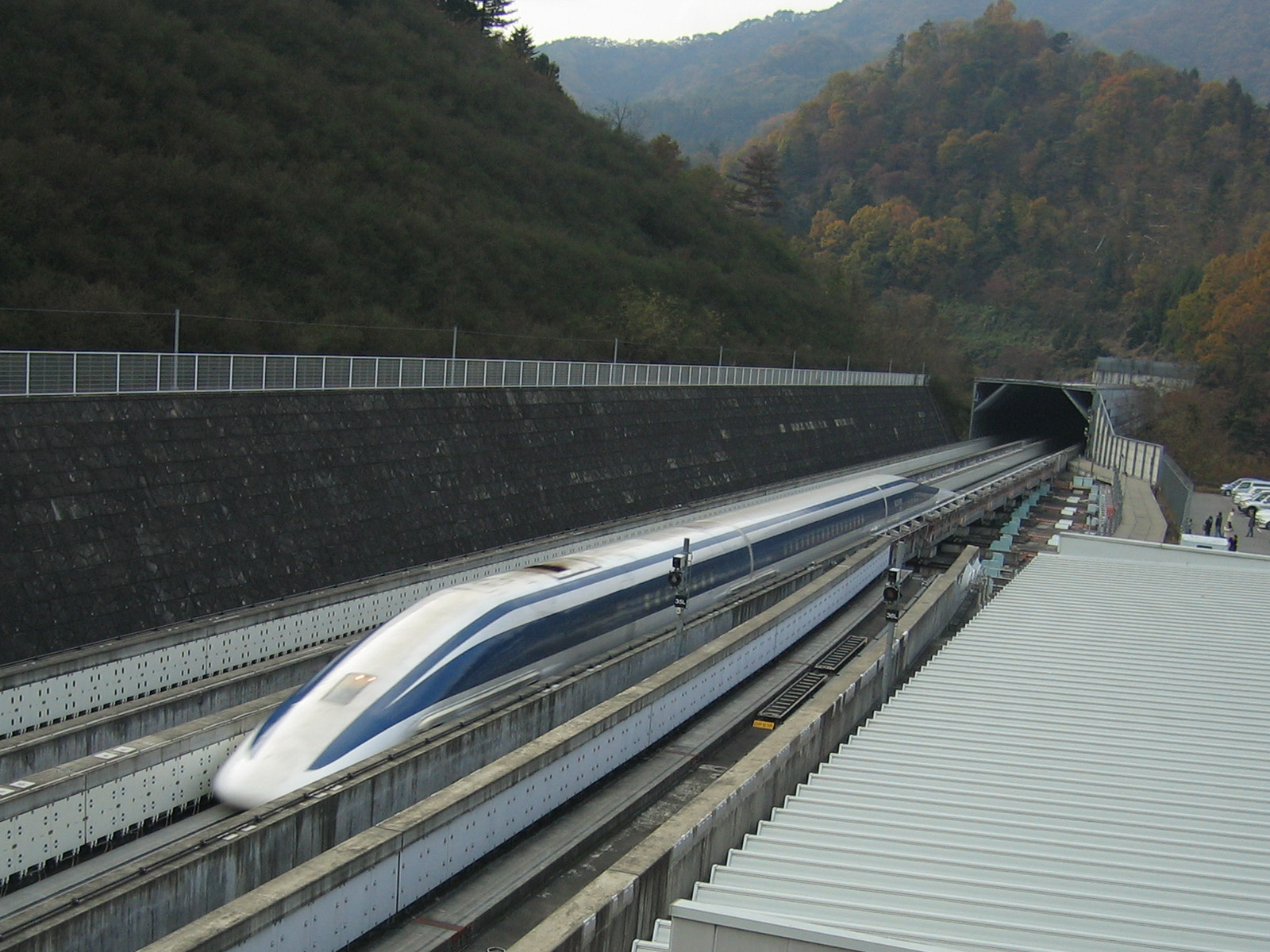
Japán maglev 2005-ben

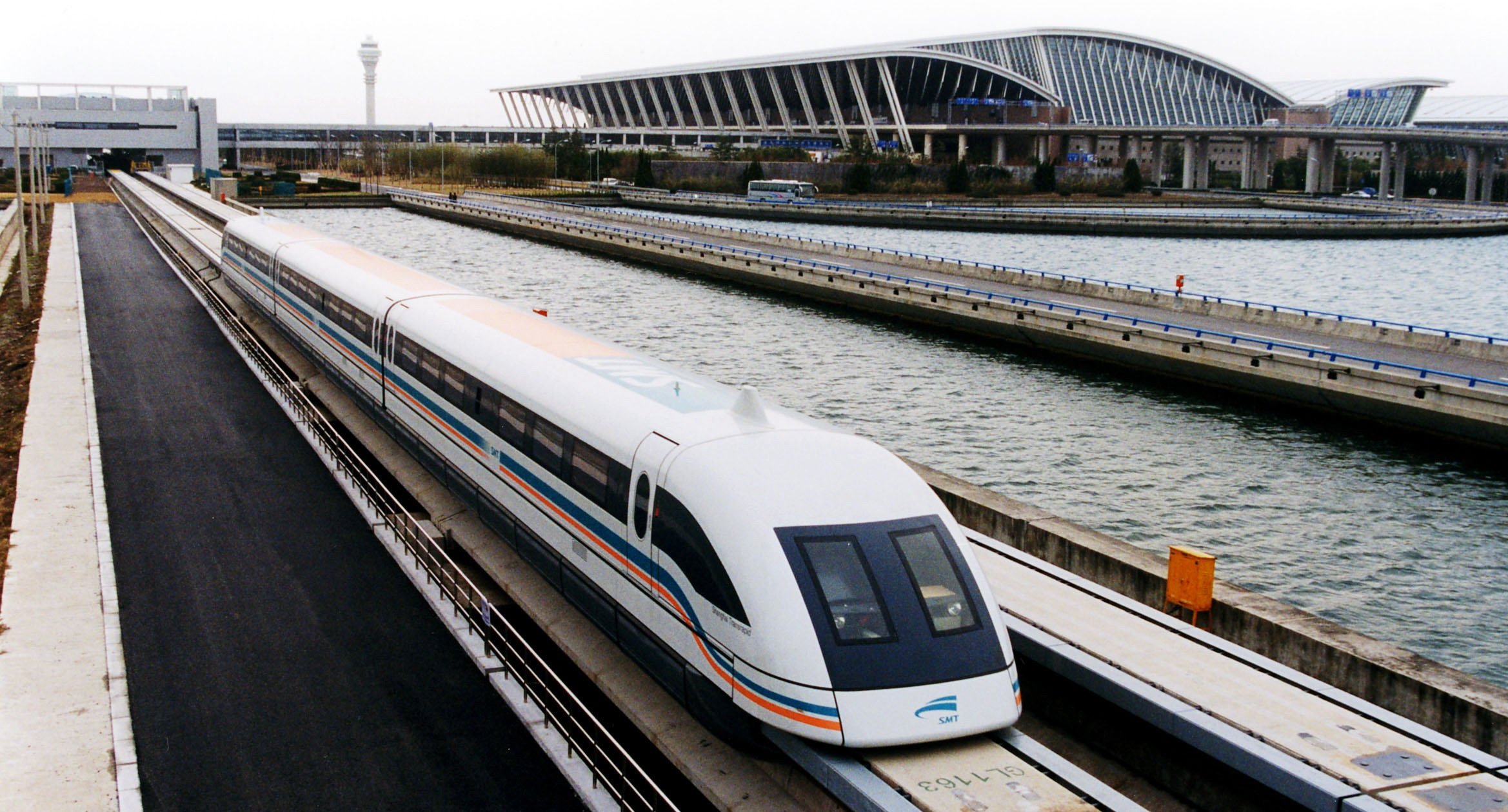
Maglev indul a sanghaji Pudong repülőtérről a belváros felé

A lebegő mágnesvasút vagy lebegő mágnesvonat vagy gyakran használt angol rövidítéssel maglev vasút olyan vasúti rendszer, amelynél a járművek pályán tartását és hajtását a hagyományos kerekek helyett mágneses mező végzi a mágneses levitáció segítségével. Ezzel a módszerrel akár a repülőgépekét megközelítő, 500 km/h-nál nagyobb sebesség is elérhetővé válik. A maglevvel menetrendszerűen közlekednek járművek, mágnessel a mágneses erőt hasznosítják az emelésre és a meghajtásra, ezáltal csökkentik a súrlódást, és magasabb sebességet tesznek lehetővé.
A Sanghaji lebegő mágnesvasút, szintén ismert mint maglev vonal, a leggyorsabb jelenleg üzemben lévő kereskedelmi szerelvény 430 km/h-s csúcssebességre képes. A vonalat a Sanghaj-Putung Nemzetközi Reptér összeköttetésére tervezték a Putung, Sanghaj belváros külső negyedével. A 30,5 kilométeres távolságot 8 perc alatt teszi meg a maglev vonat.
A maglev vonatok még egyenletesebben és még halkabban haladnak, mint a vaskerekes tömegközlekedési járművek. Az időjárás relatíve nem befolyásoló tényező.
Az energiafelhasználás tipikusan nem nagy százaléka a teljes energiafogyasztásnak, megbirkózik az akadályokkal, mint más fajta gyors sebességű vonatok. Maglev vonatok tartják a sebességi rekordot a vasúti szállításban. A vákuumcsöves vonat rendszerek elérhetővé tennének még magasabb haladási sebességet a maglev vonatokhoz képest, bár a mai napig nem épült ilyen vonat. Összehasonlítva a konvencionális vonatokkal, a maglev vonatok hatékonysága miatti különbség az energiafogyasztása, ha a gazdasági szempontokat nézzük. A gyors kerekes vonatok kopnak és súrlódnak a „kalapács effektus” révén, amikor a kerekek a síneken gyorsuláskor nagyobb sebességet érnek el. Bár a maglev rendszerek kivitelezése sokkal drágább, alacsonyabbak a fenntartási költségeik.
Évtizedek kutató és fejlesztő munkája ellenére, csak két kereskedelmi maglev vonat rendszer van működésben, és két másik van építés alatt – nem beleértve a jamanasi tesztvonalat –, amely egy 2013-ban indított fizetős, országos szolgáltatás. A másikat a Csúó Sinkanszen felé tervezeték bővíteni. 2004 áprilisában a sanghaji maglev vasúti rendszert üzembe helyezték. 2005 márciusában Japánban működni kezdett a relatíve lassú "Linimo" vonal a 2005-ös világkiállításra, amely pár hónap alatt több mint 10 millió utast szállított.
Dél-Korea és a Kínai Népköztársaság is  építettek alacsony sebességű, saját tervezésű maglev-vonalakat, az egyik Pekingben, a másik Szöulban található. A sanghaji rendszert fehér elefántnak minősítették ellenzői.

## Története

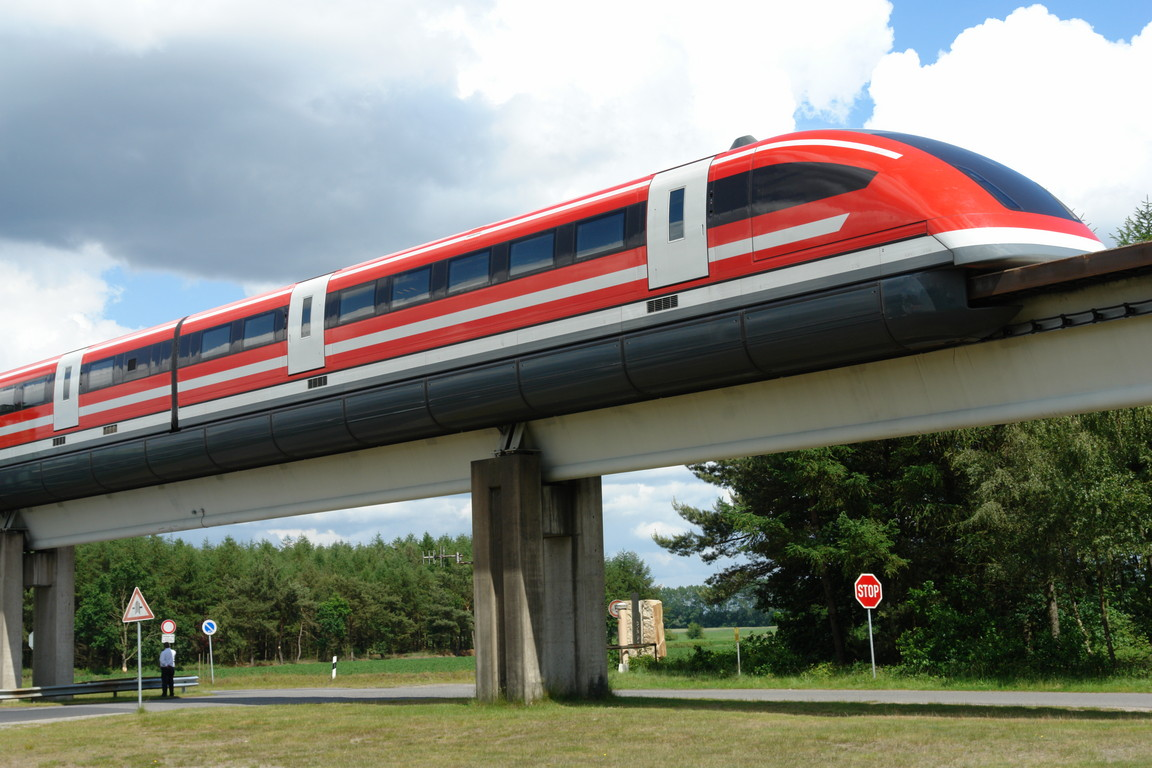
Transrapid 09

A mágneses lebegtetés és hajtás elve nem újdonság, azt már 1934-ben szabadalmaztatta a német Hermann Kemper. A megvalósítás gondolata a 20. század hatvanas éveiben, Nyugat-Németországban, az USA-ban és Japánban merült fel. A német Messerschmitt-Bölkow-Blohm konszern már 1971-ben egy 660 m-es kísérleti pályán próbálta az elv valóra váltását. A munkában rövidesen minden érdekelt német nagyvállalat – a Deutsche Bundesbahntól, a ThyssenKruppon és a Henschelen át a Siemensig – bekapcsolódott és 1979-ben már engedélyezték az első ilyen, személyszállításra is alkalmas jármű üzembe helyezését. Az ugyanebben az évben rendezett hamburgi világkiállításon, erre a célra épített pályán a Transrapid 05 típusú kocsi több ezer látogatóval ismertette meg a mágnesesen lebegő vasutat.
A 07 típusú jármű 1993-ban 450 km/h sebességi rekordot állított fel, és megkezdték a Berlin és Hamburg közötti maglev összeköttetés tervezését. A fővállalkozók 1998 májusában láttak neki a terv megvalósításának, s már szóba került a pálya Drezdán, Prágán és Bécsen át Budapestig történő kiépítése is. Azonban a német kormány az óriási költségek miatt elállt a megvalósítás finanszírozásától, s ezt követően kezdtek kutatni egy külföldi megrendelő után és ez találkozott a kínai fejlesztési igénnyel.

## A maglev elv
A villanymotoroknál az állandó mágneses kölcsönhatás forgatja az állórészben (sztátor) a forgórészt, a rotort. Azonban, ha a hengeres villanymotort a palást mentén felvágjuk és kiterítjük, két hosszú elemet kapunk és a tekercseibe vezetett áram mágneses hatására egymás felett elmozdul.

## A maglev vasút felépítése, működése

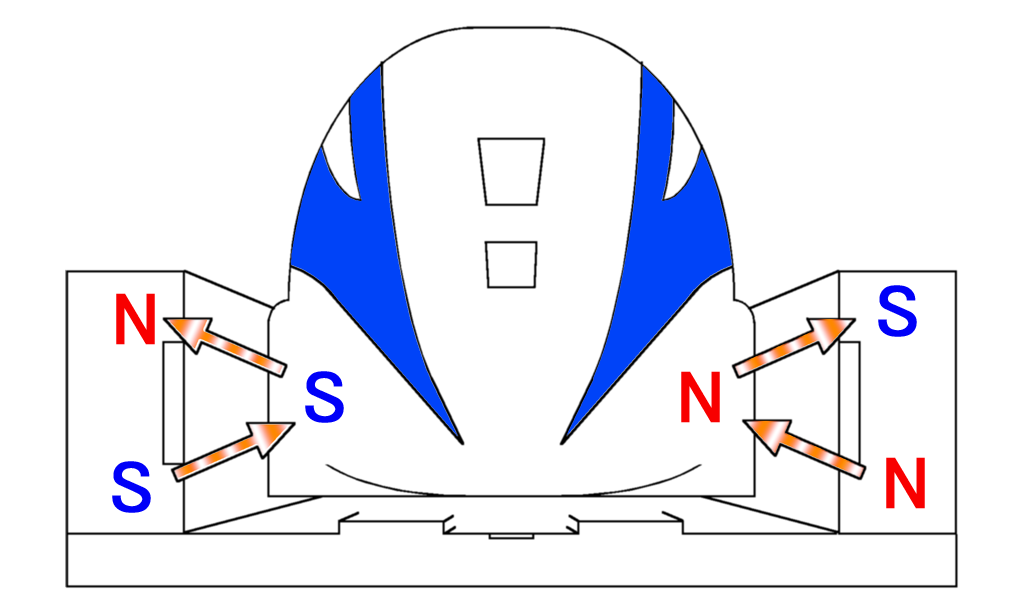
Az EDS (japán rendszerű) maglev szemből...

... és felülről nézve

A vonat nem a hagyományos kerék-sín kapcsolatot használja. Kerekek helyett elektromágnesek vannak a szerelvény aljában, amiket a kocsikban lévő akkumulátor táplál. A pálya 6 méter magas betonoszlopokon fekvő elektromágnesekből áll. Az azonos mágneses pólusok (a pályán, illetve a vonaton) taszítják egymást.
A maglev vonat részére teljesen különálló pálya kell. Ez jelentősen megdrágítja a beruházást. Továbbá a maglev pályáját semmi nem keresztezheti. Ezért zárt vagy emelt szintű pályát kell építeni. A sínrész 6-10 méter magas betonoszlopokon helyezkedik el.
A maglev vonatok két legismertebb változata a japán és a német fejlesztésű maglev vonat.
A japán maglev vonat az úgynevezett EDS (electrodynamic suspension, azaz elektrodinamikus felfüggesztés) rendszert használja, mely a következőket takarja:
A vonat egy csatornában - azaz U alakú vezérsín mentén - fut, lehetetlenné téve a kisiklást. A tekercsek a mozdony aljában kölcsönhatásba lépnek a vezérsín (állórész) tekercseivel, melyek áram hatására mágneses mezőt hoznak létre, így mozdítva el a kocsikat. A szerelvény oldalán irányítómágnesek helyezkednek el, melyek megakadályozzák a vonat esetleges falhoz való ütközését. Az EDS rendszert a japánok fejlesztik, a vonat neve JR-Maglev, azaz a Japan Rail Maglev. Ez a maglev akár 10 cm-re is képes lebegni a pálya felett. A frekvencia növelésével a maglev vonat egyre gyorsabban halad, míg el nem ér egy bizonyos értéket. A vonat gumikerekeken gyorsul fel, majd a 100 km/h-s sebesség elérése után a kerekek visszahúzódnak, mivel ekkor az elektromos ellenállás hirtelen nullára csökken, és a szerelvény lebegni kezd. A japánok szerint a gumikerekek hasznosak lehetnek, ha valamilyen okból a rendszer meghibásodna és leállna. Ennél a rendszernél jelen vannak a szupravezető elektromágnesek is. Ez a fajta elektromágnes lehetővé teszi az elektromos áram folyását akkor is, mikor a forrás ki van kapcsolva, ezért a japán maglev sokkal kevesebb energiát igényel, mint a német fejlesztés, mely a standard elektromágneseket részesíti előnyben (csak akkor folyik áram a tekercsekben, amikor a forrás be van kapcsolva). Hűtéssel egy bizonyos hőmérséklet alatt a szupravezetők elektromos ellenállása közel nulla, és az áram veszteség nélkül folyik, míg az anyag a kritikus hőmérséklet alatt van. Ha ilyenkor a szupravezetőt valamilyen mágneses mezőbe tesszük, akkor az anyag azt teljesen kiszorítja belsejéből, ám ez megszűnik, amint az anyag átlépi azt a bizonyos kritikus hőmérsékletet. Ez azt jelenti, hogy állandó alacsony hőmérsékletre van szükség a maglev vonatok tekercseinek működéséhez, amit folyékony nitrogén és hélium használatával érnek el. Az ilyen tekercseknek számos előnyük van, például a mágneses mező körülbelül 10-szer nagyobb, kevesebb energia szükséges a működtetéshez, mivel a forrást ki lehet kapcsolni. Az erős mágneses mezők ellenére a pacemakerrel rendelkező számára nem jár különösebb kockázattal a japán maglev vonatok használata, hiszen az utastér szigetelése megóvja a benne tartózkodókat.

Az EMS (német rendszerű) maglev

A német Transrapid az EMS (electromagnetic suspension, azaz elektromágneses felfüggesztés) rendszert alkalmazza. Itt a vonat egy T alakú sínt ölel körül. A sín és a jármű közötti távolság igen kicsi (1 cm), és ez igen nagy precizitást igényel. Emiatt szenzorokat kell szerelni a jármű aljára, melyek segítségével szabályozható a szükséges távolság. A rendszer leállása esetén akkumulátorok biztosítják az áramot további egy órán keresztül. A mágneses mező sokkal gyengébb a standard elektromágnesek miatt. A technológia viszonylag egyszerű, valamint a gumikerekek és a szupravezető tekercsek hiánya jelentősen lecsökkenti a német maglev vonat árát, viszont a kis sín-vonat távolság állandó figyelmet igényel, mivel bármilyen kisebb elmozdulás a rendszer hibás működését okozhatja. A karbantartási költségek így jelentősen megemelkedhetnek. A sztátor tekercsei a sínrész alján helyezkednek el az úgynevezett "stator pack"-ben védve a környezeti hatásoktól.
Mindkét típus lineáris szinkron motort alkalmaz, melynek sztátora a betonsínbe van építve, míg a rotorrész a vonat aljában helyezkedik el. A jármű nem tartalmaz különösebben bonyolult rendszert, így azok könnyebbek, egyszerűbbek, olcsóbbak, és gyorsabban képesek futni, mint azok a maglev vonatok, melyek lineáris aszinkron motorokat használnak a működéshez. A lineáris aszinkron motor sztátora a vonaton helyezkedik el (emiatt a jármű nem képes olyan gyorsan haladni, mint lineáris szinkron motorral meghajtott társai), így a sínrész ára kedvezőbb, ám a járművek nehezebbek, bonyolultabb rendszert igényelnek, könnyebben elhasználódnak, mely a későbbiekben jelentősen megnöveli a karbantartási költségeket. Ezek a maglevek városi közlekedésre vannak tervezve. A pálya körülbelül 60 méteres szegmensekre van osztva, melyeket külön-külön látnak el árammal. Csak az a szakasz van ellátva árammal, amelyben a jármű az adott pillanatban tartózkodik, a többi szegmens kikapcsolható. Ez az energiatakarékos megoldás elméletileg megakadályozza két vonat összeütközését is (bár volt már rá példa, hogy egy próbakocsit ottfelejtettek a Transrapid sínein).
A maglev kocsijainak alvázáról „szoknya” lóg le, amire a hordmágneseket (kiterített rotort) szerelik. A T alakú betonoszlopokon nyugvó betonpályára a kiterített sztátort építik. Az áram mágneses hatására a betonpályáról néhány milliméter magasságba a kocsi felemelkedik. (Ez az emelkedés a Transrapid 08 típusnál 10 mm.) Az alsó karokba szerelt vezetők mágnesek, amelyeket a betonpálya aljára és peremére erősített mágneses sínek mindkét oldalon vonzanak. A mágneses erőt nagy teljesítményű számítógép szabályozza 100 kHz mintavételezési frekvenciával, ebből adódóan a kocsi „szoknyája” haladás közben nem súrolja a betonpálya oldalát vagy alját.
Amilyen egyszerű az elektro- és ferromágneses lebegtetés, valamint az előrehajtás elve, sokféle bonyolult részletet kell megoldani a sikeres működtetéshez.

## Költségek

### Pálya
A maglev számára teljesen különálló pálya szükséges. Nem használhatja a hagyományos vonatok pályáját, és a vonatok sem a maglev pályákat. Ez jelentősen megdrágítja a beruházást. Továbbá a maglev útját nem keresztezheti semmi. Emiatt vagy zárt pálya szükséges, vagy emelt. A kitérők is jóval bonyolultabbak és nagyobbak.
Előnye viszont, hogy a járművek nagyobb emelkedőket is le tudnak győzni, kisebb ívek is elegendőek. Ez bizonyos helyeken olcsóbb pályát eredményezhet.

### Karbantartás
Mivel nincs súrlódás, a pálya élettartama jóval nagyobb és kevesebb karbantartást igényel.

### Energiaköltségek
Szintén a súrlódás hiánya miatt az energiafelhasználása jóval kedvezőbb a hagyományos vasútnál.

### Repülővel összehasonlítva, sebesség rekordok
Összehasonlítása a repülőgépeknek és a maglev utazásnak:
- Hatékonyság: A maglev rendszerek járművek siklószáma miatt meg tudják haladni a repülő sebességét a maglev vonatok.

Az Inductrack elektromos lebegő mágneses rendszer a 200:1-hez messze gyorsabb, mint bármelyik repülő. Ezzel a maglevet még hatékonyabbá teszi kilométerek bontva. A maglev vonatok képesek teljesíteni az 500 km/h-nál nagyobb sebességet is.
Bár a nagy cirkáló sebességnél, a légellenállás is sokkal nagyobb mint az emelt indukált ellenállás. A jetek előnyben vannak az alacsony légsűrűségnél nagy magasságokban, ahol jelentősen alacsony a légellenállás.
Ennél fogva, dacára a gépek siklószáma hátrány, így még hatékonyabban tudnak repülni nagy sebességekben, mint a maglev vonatok.
- Útvonalak: Míg a repülők elméletileg bármely két pont között tudnak mozogni, a kereskedelmi légi folyosók szigorúan meghatározottak.

A maglevek versenyképes menetidejű utakat kínálnak 800 kilométernél nagyobb és kisebb távolságra is. Ráadásul a maglevek könnyen tudnak közbenső célokat is szolgálni.
- Használhatóság: A maglev vonatokat kis mértékben befolyásolja az időjárás.
- Biztonság: A lebegő mágnesvonatok jelentős biztonságot nyújtanak, mivel a maglev járatok nem ütköznek más járatokkal és nem is hagyják el a sín nyomvonalukat.[7][8][9]
- Utazási idő: Magleveknél nem kell számolni megnövelt biztonsági előírásokkal a légi közlekedéssel szemben és nincs várakozási idő a taxikat illetően vagy sorban állás a leszállásnál.

## Maglevek a világon

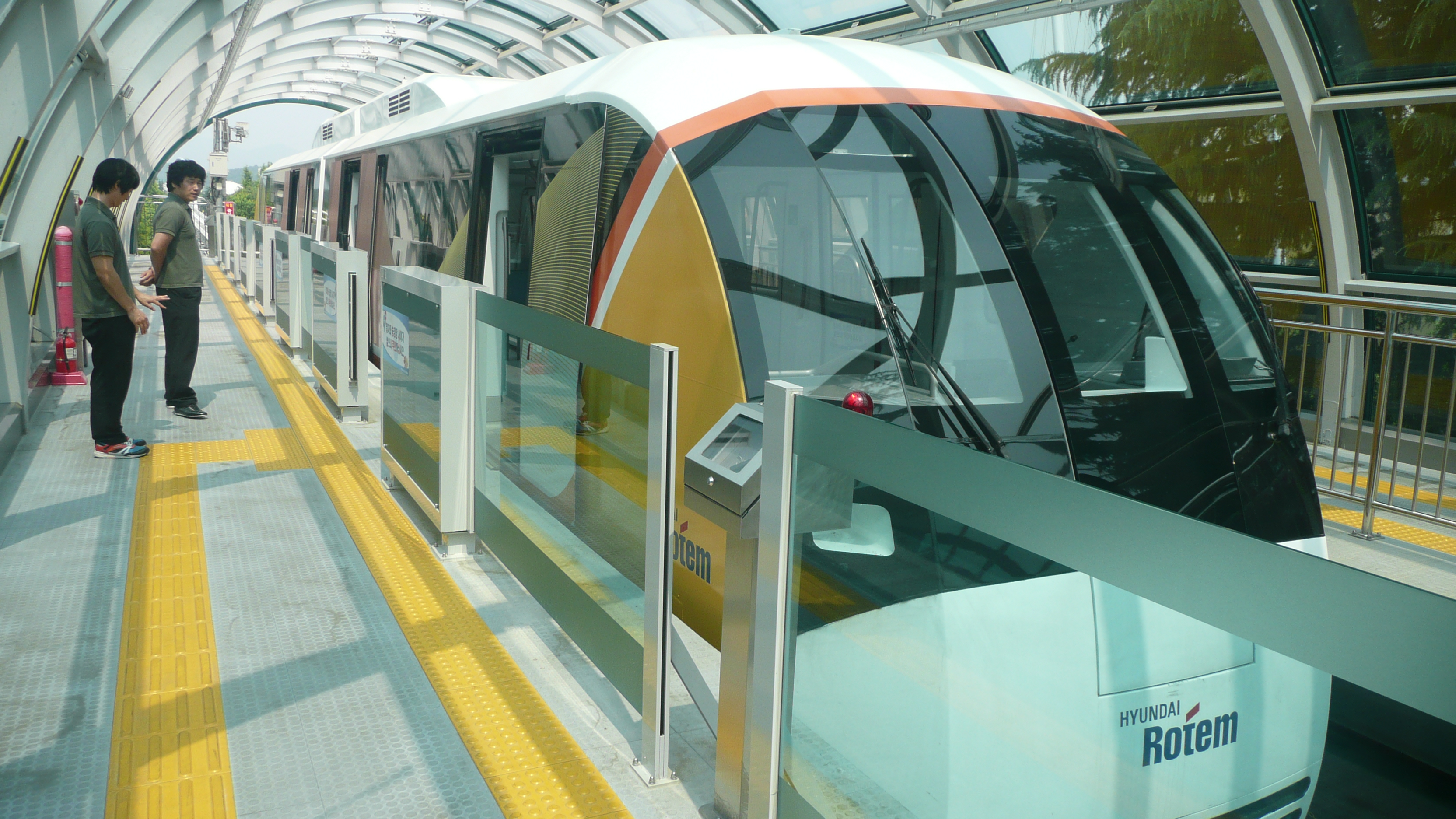
Maglev vonat Daejeonban Dél-Koreában

Jelenleg nagysebességű közforgalomban közlekedő maglev csak Kínában van. Ez a vonal 2003. január 1-jén nyílt meg a Sanghaj-Putungi nemzetközi repülőtér és Sanghaj pénzügyi negyede között. A táv 30 kilométer, ezt a szerelvények körülbelül 7,5 perc alatt teszik meg, miközben 430 km/h-ra gyorsulnak fel.
Egy másik maglev a németországi Emslandban közlekedik a Siemens tesztpályáján. A pályahossz körülbelül 27 km és mindkét végén egy hurokkal tér vissza saját magába. Japánban jelenleg tervezés alatt van a Csúó Sinkanszen maglev vonal, mely a Tokió-Oszaka vonalon közlekedik majd.
Egyéb, egyszerű maglevek több városban is épültek. Például a Dél-Koreában a Daejeon Expo 1993 keretében a Daejeon Expo Maglev, ami 1 km hosszú és az Expo Parkot köti össze a National Science Museum-mal.
Egyre több ország tervezi saját maglev-vonalának kiépítését, ám a kiépítés költségei túl magasak. A Kínában futó német Transrapid tökéletesen működik, ám lehetőségei nincsenek teljes mértékben kiaknázva. Ennek következménye: a maglev vonatok nem hoznak majd profitot. Tudni kell, hogy egy mágneses lebegtetésű vonat csak akkor hoz hasznot, ha elég nagy az utasok száma. Mivel az EMS és EDS rendszert használó maglev vonatok síneinek kiépítése igen költséges, így valószínű, hogy ezek a vonatok nem fognak elterjedni az egész világon. Már meg is jelentek az új mágneses lebegtetésű - SPM (Separated Permanent Magnet) - vonatok, melyek konvencionális síneken képesek futni, így csökkentve a költségeket.

### New York, Egyesült Államok, 1913
Emile Bachelet demonstrálta egy lebegő mágnesvasút vonat kocsijának prototípusát.

### New York, Egyesült Államok, 1968
1968-ban mialatt a forgalom megállt a New York-i Throgs Neck hídon, James R. Powell amerikai fizikus, a Brookhaveni Nemzeti Laboratórium (BNL) kutatója mágneses levitációt használt közlekedéshez.
Powel és BNL-es kollégája Gordon Danby állt elő a MagLev koncepciójával, statikus mágnest felhasználva, azt ráerősítve mozgó járműre és elektrodinamikus emelést és stabilizáló erőt indukálva.

### Hamburg, Németország, 1979
Transzrapid 05 volt az első maglev meghajtású hosszú állórésszel kivitelezett utasszállító vonat. 1979-ben 908 méter hosszú nyomvonalat adtak át Hamburgban az első Nemzetközi Közlekedési Kiállításra.
Jelentős volt az érdeklődés több hónappal a közlekedési kiállítás után, több mint 50 ezer utast szállított a vonat. Amelyet újra összeállítottak Kasselben 1980-ban.

### Birmingham, Egyesült Királyság, 1984-1995-2003

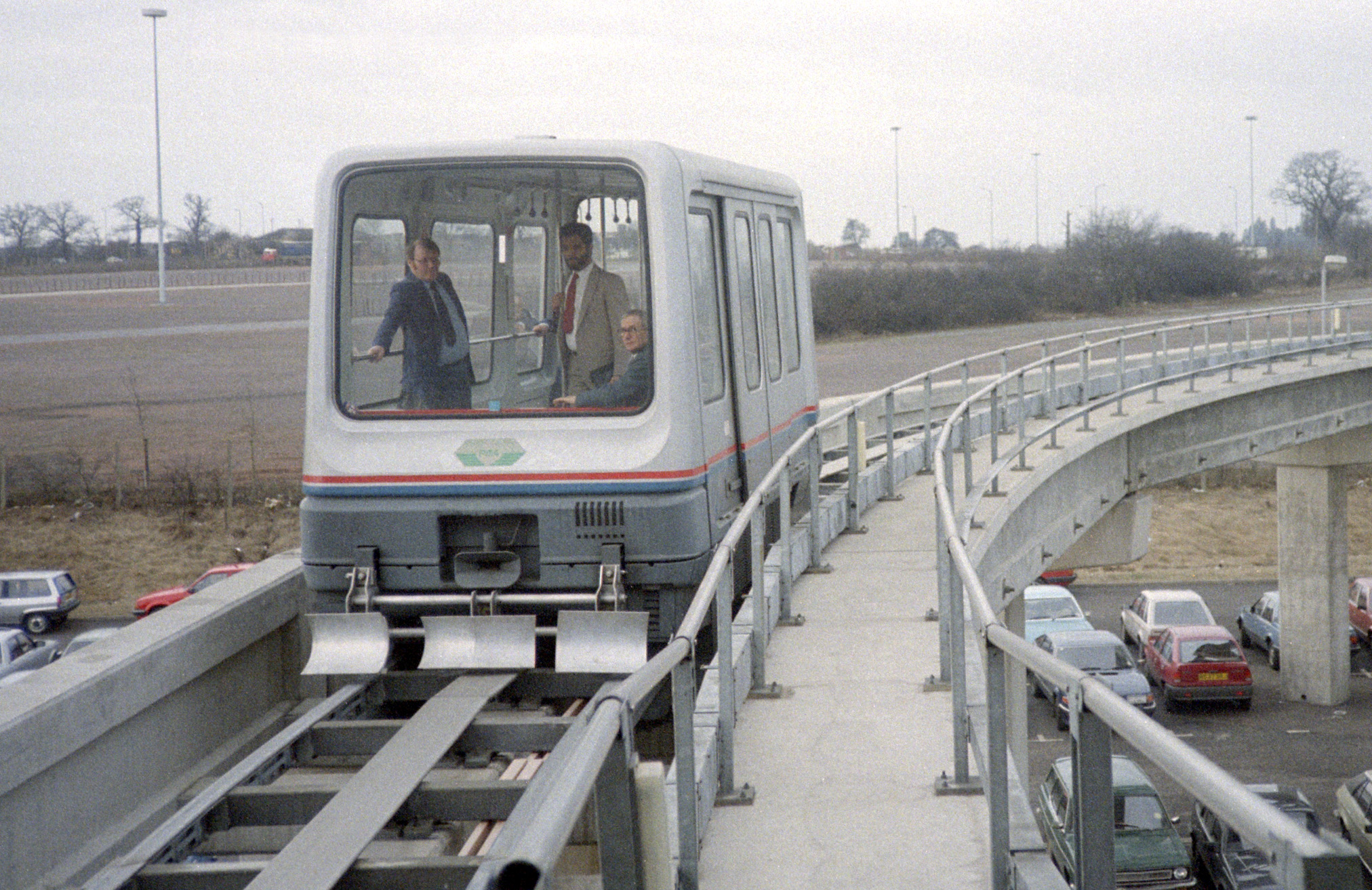
A Birminghami Nemzetközi Retúrjárat

A világ első automatizált kereskedelmi maglev rendszere a lassú maglev a Birmingham Nemzetközi Repülőtér és a szomszédos Birmingham Nemzetközi Vasútállomás között futott 1984 és 1995 között.
A menetvonal 600 méter hosszú volt és a vonatok 15 milliméter magasságban mozogtak, elektromágneses lebegéssel, lineáris indukciós motorok hajtották meg. Közel tizenegy évig működött, felmerülő problémák miatt megbízhatatlanná vált.
Az eredeti kocsik egyikét jelenleg Peterborough-ban egy közlekedési központban, a RTV31 vonattal közösen állították ki. Egy másikat a Yorki Nemzeti Vasút Múzeumban mutattak be.
Számos kedvező feltétel adott volt, amikor a sín nyomvonal épült:
- A Brit Kutató Vasút járműve 3 tonnás volt és bővítése a nyolc tonnás jármű könnyű volt.
- Elektromos energia adott volt.
- A reptér és a vasúti épületek alkalmasak voltak terminál állomási előtérnek.
- Csak egy közös út kereszteződés szükségeltetett hozzá.
- Az építési terület a vasút tulajdonában állt.
- Helyi iparok és tanácstestületek támogatták.
- Néhány kormány finanszírozást biztosított és mivel a munkát felosztották a költségek szétoszlottak.

2003-ban újra megnyitották a korábbi zárást követően egy kábelcsere után.

### Emsland, Németország, 1984-2012-ig

Transrapid

A Transrapid német maglev cég, aminek van egy teszt nyomvonala Emslandben 31,5 kilométeres teljes hosszal. Az egyvágányú vonal Dörpen és Nathen között fut forduló hurkokkal.
A vonatok szabályosan 420 km/h-s sebességre gyorsulnak fel. A tesztelési folyamatban utasokat is szállítottak. 1980-ban kezdődött meg a teszt részleg építése, amit 1984-re fejeztek be.
2006-ban a Lathen maglev vonatbalesetben 23 ember vesztette életét, amit biztonsági ellenőrzések alkalma során emberi mulasztási hiba okozott.
2006-tól nem szállított utasokat. 2012-ben bontási engedélyt adtak a részlegeknek, beleértve a nyomvonalakat és a gyárat.

### Japán 1969-től

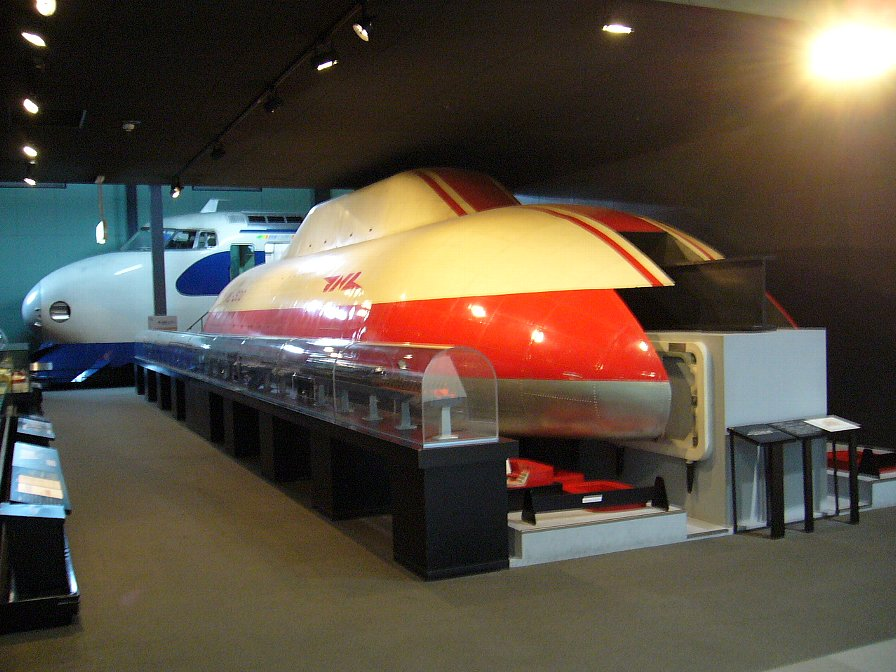
JNR ML500

Japán két független maglev-vonalat üzemeltet. A Japan Airlines az egyiket, a HSST-t üzemelteti és a másikat, amelyik jobban ismert, a SCMaglevet a Japán Központi Vasúti Társaság.
Utóbbit 1969-ben kezdték fejleszteni. Mijazaki prefektúra teszt vonalán rendszeresen 517 km/h-ra is felmentek 1979-ben. Egy baleset miatt a vonat elpusztult és egy új vonat szerkezetet választottak.
Okazakiban, Japánban 1987-ben az SCMaglevet tesztelték az Okazaki kiállítás során. A tesztek az 1980-as években folytatódtak Mijazakiban, mielőtt áthelyezték egy 20 kilométeres szakaszra Jamanasiban 1997-ben.
A HSST fejlesztések 1974-ben kezdődtek, olyan technológiákon alapulva amit Németországban mutattak be. 1985-ben a japáni Cukubában a HSST-03 (Linimo) népszerűvé vált,
annak ellenére, hogy 300 km/h-s sebességet ért el, bemutatták a Cukuba világexpón. Szaitamában a HSST-04-1-et bemutatták a Szaitama-kiállításon. Sebességi rekordja szintén 300 km/h volt.

### Vancouver, Kanada, és Hamburg, Németország, 1986–88
Vancouverben Kanadában az SCMaglev HSST-03-at a HSST Fejlesztési Vállalat állította ki egy expo során 1986-ban. 400 métert futott a teszt nyomvonalon, biztosította vendégeknek a próbautat egy külön kocsiban a vásártéren levő nyomvonal egy rövid szakaszán.
Lebontották a bemutató után, és 1987-ben debütált, jelenleg az Okazaki Minami Parkban lett bemutatva.
Hamburgban, az 1988-as nemzetközi közlekedési kiállításon mutatták be a TR-07-est.

### Berlin, Németország, 1989–91
Nyugat-Berlinben az M-Bahn az 1980-as évek második részében épült meg. A maglev vezető nélküli rendszere 1,6 kilométer sín nyomvonalat kötött össze három állomással.
Az utasokkal való tesztelése kezdődött 1989 augusztusában a menetrendszerű járat indulása 1991 júliusában történt. A befejezése a Gleisdreieck U-Bahn állomásnál valósult meg, ahol átkapcsolták a nem használatban levő platformot egy vonalra, ami Kelet-Berlinbe fut.
A berlini fal leomlásával a terveket módosították visszakapcsolva a jelenlegi U2-es vonalhoz. Az M-Bahn vonal dekonstrukciója csak két hónappal a szokásos szolgáltatások után kezdődött.
1992 februárjában fejezték be a projektet és a Pundai projektnek hívták.

## Sebességrekordok
- 1971 – Nyugat-Németország – Prinzipfahrzeug – 90 km/h
- 1971 – Nyugat-Németország – Transrapid 02 – 164 km/h
- 1972 – Japán – ML100 – 60 km/h – (emberi személyzettel)
- 1973 – Nyugat-Németország – Transrapid 04 – 250 km/h (emberi személyzettel)
- 1974 – Nyugat-Németország – EET-01 – 230 km/h (emberi személyzet nélkül)
- 1975 – Nyugat-Németország – Komet – 401 km/h (Rakéta meghajtással) (emberi személyzet nélkül)
- 1978 – Japán – HSST01 – 307 km/h (Rakéta meghajtással, készítő: Nissan) (emberi személyzet nélkül)
- 1978 – Japán – HSST02 – 110 km/h (emberi személyzettel)
- 1979 – Japán – ML500 – 517 km/h (emberi személyzet nélkül)
- 1987 – Nyugat-Németország – Transrapid 06 – 406 km/h (emberi személyzettel)
- 1987 – Japán – MLU001 – 400 km/h (emberi személyzet nélkül)
- 1988 – Nyugat-Németország – TR-06 – 412 km/h (emberi személyzettel)
- 1989 – Nyugat-Németország – TR-07 – 436 km/h (emberi személyzettel)
- 1993 – Németország – TR-07 – 450 km/h (emberi személyzettel)
- 1994 – Japán – MLU002N- 431 km/h (emberi személyzet nélkül)
- 1997 – Japán – MLX01 – 531 km/h (emberi személyzettel)
- 1997 – Japán – MLX01 – 550 km/h (emberi személyzet nélkül)
- 1999 – Japán – MLX01 – 548 km/h (emberi személyzet nélkül)
- 1999 – Japán – MLX01 – 552 km/h (emberi személyzettel/Five formation) Guinness világrekord
- 2003 – Németország – Transrapid 08 – 501 km/h (emberi személyzettel)
- 2003 – Japán – MLX01 – 581 km/h (emberi személyzettel/Three formation) Guinness világrekord